# Never Say Never (Brandy)
Never Say Never is het tweede soloalbum van Brandy. Het werd uitgebracht op 4 september 1998 en verkocht 14 miljoen exemplaren wereldwijd.

## The Boy is Mine
"The Boy is Mine" is een duet tussen de Amerikaanse R&B-zangeressen Brandy en Monica. Het nummer werd geschreven door Brandy en Rodney Jerkins. Het werd Alarmschijf en stond zeventien weken in de Nederlandse Top 40, waarvan drie weken op de nummer-1 positie. Elders in Europa was het ook een grote hit, zo behaalde het in het Verenigd Koninkrijk de nummer-2 positie. In het thuisland stond het lied 13 weken (van juni tot september) op nummer-1 in de Billboard Hot 100. Voor dit nummer ontving Brandy een Grammy Award voor het beste R&B-duet.

## Tracklist
1. "Intro"
2. "Angel in Disguise (L. Daniels, F. Jenkins III, R. Jerkins, T. Truman)
3. "The Boy Is Mine" (feat. Monica) (B. Norwood, R. Jerkins, F. Jerkins III)
4. "Learn the Hard Way" (B. Norwood, L. Daniels, F. Jenkins III, R. Jerkins)
5. "Almost Doesn't Count" (B. Norwood, S. Peiken, G. Roche)
6. "Top of the World" (feat. Ma$e) (B. Norwood, M. Betha)
7. "U Don't Know Me (Like U Used To)" (Bryant, Davied, R. Jerkins, Phillips)
8. "Never Say Never" (B. Norwood, LaShawn Daniels, F. Jenkins III, R. Jerkins, J. Tejeda, R. Williams)
9. "Truthfully" (Harvey, Mason Jr., Marc Nelson)
10. "Have You Ever" (D. Warren)
11. "Put that on Everything" (B. Norwood, L. Daniels, F. Jenkins III, R. Jerkins, J. Tejeda)
12. "In the Car Interlude" (B. Norwood, F. Jerkins, R. Jerkins, W. Norwood)
13. "Happy" (B. Norwood, L. Daniels, F. Jenkins III, R. Jerkins, J. Tejeda)
14. "One Voice" (Gordon Chambers, Phil Galdston)
15. "Tomorrow" (B. Norwood, R. Jerkins, F. Jerkins III, J. Tejeda, L. Daniels)
16. "(Everything I Do) I Do It for You" (B. Adams, Michael Kamen, R. Lange)

### Extra
1. "The Boy Is Mine" (Without Intro) (Japan Edition)
2. "Have You Ever (Soul Skank Remix)"
3. "Top of the World (Boogie Soul Remix)"

## Hitlijsten
| Jaar | Titel                              | Piek | Piek | Piek | Piek | Piek | Piek | Piek | Piek | Piek | Piek | Piek | Piek |
| Jaar | Titel                              | US   | UK   | IRE  | AUS  | NZ   | GER  | SWI  | NED  | FRA  | SWE  | EU   | WW   |
| ---- | ---------------------------------- | ---- | ---- | ---- | ---- | ---- | ---- | ---- | ---- | ---- | ---- | ---- | ---- |
| 1998 | "The Boy Is Mine" (met Monica)     | 1    | 2    | 2    | 3    | 1    | 5    | 3    | 1    | 2    | 3    | 1    | 1    |
| 1998 | "Top of the World" (met Ma$e)      | 4    | 2    | 18   | 39   | 11   | 42   | 42   | 52   | 39   | 52   | 10   | 3    |
| 1998 | "Have You Ever"                    | 1    | 13   | 25   | 8    | 1    | 58   | -    | 23   | 85   | 57   | 59   | 1    |
| 1998 | "Angel in Disguise"                | 72   | -    | -    | -    | -    | -    | -    | -    | -    | -    | -    | -    |
| 1999 | "Almost Doesn't Count"             | 16   | 15   | -    | -    | 13   | 88   | -    | -    | -    | -    | 61   | 26   |
| 1999 | "U Don't Know Me (Like U Used to)" | 79   | 25   | -    | -    | 28   | -    | -    | -    | -    | -    | -    | -    |